# Jens Sørensen (Radsportler)
Jens Sørensen (* 4. April 1941 in Kopenhagen; † 21. November 2020) war ein dänischer Radrennfahrer.

## Sportliche Laufbahn
Sørensen war Teilnehmer der Olympischen Sommerspiele 1960 in Rom. Dort startete er im Bahnradsport. In der Mannschaftsverfolgung wurde das dänische Team mit John Lundgren, Leif Larsen, Jens Sørensen und Kurt vid Stein als 5. klassiert.
1961 und 1962 startete er als Berufsfahrer, hatte jedoch keinen Vertrag mit einem Radsportteam. 1961 wurde er Zweiter der nationalen Meisterschaft im Sprint hinter dem Sieger Palle Lykke. 1962 wurde er Zweiter im Sechstagerennen von Perth mit Warwick Dalton als Partner.

## Familiäres
Er ist der Vater des ehemaligen Radprofis Rolf Sørensen.